# Тичино (река)
Тичино (итал. Ticino) је река која протиче кроз Швајцарску и Италију, односно кроз италијанску регију Ломбардија. Дуга је 154 km. Улива се у По.